# Michael Sam
Michael Alan Sam Jr. (født 7. januar 1990 i Houston, Texas, USA) er en amerikansk footballspiller, der i NFL blev draftede af St. Louis Rams i 7. runde.
Han spiller pt for Montreal Alouettes i Canadian Football League (CFL).
Den 10. februar 2014, meddelte han i et interview, at han var homoseksuel, som den første spiller i NFL, der var åben om sin homoseksualitet.

## Klubber
- 2014: St. Louis Rams
- 2014: Dallas Cowboys
- 2015: Montreal Alouettes